# مارك ليمبيرت
مارك ليمبيرت (بالإنجليزية: Marc Limbert)‏ (3 أكتوبر 1973 في المملكة المتحدة - ) هو لاعب كرة قدم بريطاني في مركز الوسط. لعب مع ذا نيو سينتس ونادي بانغور سيتي ونادي ريل ونادي كوناهس كواي ونادي تشستر سيتي ونادي ألترينتشام وColwyn Bay F.C. ‏.

## وصلات خارجية
- مارك ليمبيرت على موقع الاتحاد الأوربي (الإنجليزية)
- مارك ليمبيرت على موقع قاعدة بيانات كرة القدم.إي يو (الإنجليزية)